# Перелік територіальних утворень, де російська є офіційною мовою
Це список країн та територій, де російська мова є офіційною мовою:

## Країни, де російська є офіційною мовою
- Росія

## Країни, де російська є другою офіційною мовою
- Білорусь[1]  (Станом на липень 2020 р.). За позбавлення російської мови статусу державного виступає партія БНФ[2].
- Казахстан[3]
- Киргизстан[4]

## Російська мова має деякі офіційні функції
- Узбекистан: Використовується в нотаріальних закладах та регіональних офісах.[5]
- Таджикистан: визначена як мова міжнаціонального спілкування. Також дозволено в законодавстві.[6][7]

## Національні підрозділи
У цих підрозділах (несуверенних країнах (республіках, де-факто незалежних державах) та напів-автономних регіонах) російська де-юре має офіційний статус, але в інших регіонах на субнаціональному рівні використовуються і інші мови.

### Росія
- Адигея[8]
- Республіка Алтай[9]
- Башкирія[10]
- Бурятія[11]
- Чечня[12]
- Чувашія[13]
- Дагестан[14]
- Інгушетія[15]
- Кабардино-Балкарія[16]
- Калмикія[17]
- Карачаєво-Черкесія[18]
- Карелія[19]
- Хакасія[20]
- Республіка Комі[21]
- Марій Ел[22]
- Мордовія[23]
- Республіка Саха[24]
- Північна Осетія[25]
- Татарстан[26]
- Тува[27]
- Удмуртія